# ابوالفضل عابدینی
ابوالفضل عابدینی نصر (۱ مهر ۱۳۶۱ – ۶ فروردین ۱۴۰۴)،  خبرنگار و زندانی سیاسی ایرانی و عضو حزب پان ایرانیست بود.

## بازداشت

### زندانی شدن در ۱۳۸۴
ابوالفضل عابدینی از اعضای حزب پان ایرانیست ایران بود و در فاصلهٔ سال‌های ۱۳۸۴ تا ۱۳۸۶ چندین بار توسط نیروهای امنیتی استان خوزستان بازداشت و این بازداشت‌ها منجر به صدور حکم یک سال حبس تعزیری از سوی دادگاه انقلاب اسلامی اهواز برای وی شد.

### زندان در سال ۱۳۸۸
ابوالفضل عابدینی در تاریخ نهم تیر ماه سال ۱۳۸۸ دستگیر و در تاریخ ۴ آبان ۱۳۸۸ با قرار وثیقه از زندان آزاد شد. وی بار دیگر در تاریخ ۱۲ اسفند ماه ۱۳۸۸ در جریان دستگیری‌های گستردهٔ کنش‌گران حقوق بشر ایران توسط سپاه پاسداران همراه با ضرب و شتم در منزل پدری خود در رامهرمز خوزستان بازداشت و به سلول‌های انفرادی به بند ۲ الف زندان اوین منتقل شد.
در تاریخ ۱۵ فروردین ماه ۱۳۸۹ در حالی که یک ماه از بازداشت وی نگذشته بود، دادگاه انقلاب اهواز ابوالفضل عابدینی را به اتهامات ارتباط با دول متخاصم، فعالیت‌های حقوق بشری و تبلیغ علیه نظام از طریق مصاحبه با رسانه‌های بیگانه به ۱۱ سال حبس تعزیری محکوم کرد. این حکم مربوط به پروندهٔ پیشین عابدینی بود که به بازداشتش در تیرماه سال ۱۳۸۸ و آزادی‌اش با قید وثیقهٔ ۳۰۰ میلیونی در آبان ماه همان سال منجر شده بود.
در فروردین‌ماه سال ۱۳۸۹ یک سال بعد از صدور حکم اول، ابوالفضل عابدینی بار دیگر از سوی شعبهٔ ۲۸ دادگاه انقلاب اسلامی به ریاست قاضی مقیسه‌ای به اتهام فعالیت تبلیغی علیه نظام به یک سال حبس تعزیری محکوم شد، این در حالی بود که وی در پروندهٔ قبلی نیز به همین اتهام محکوم به زندان شده و در حالی سپری کردن این محکومیت بود. عابدینی به اتهامات ارتباط با دول متخاصم (۵ سال)، عضویت در مجموعه فعالان حقوق بشر در ایران (۵ سال) و تبلیغ علیه نظام از طریق مصاحبه با رسانه‌های بیگانه (۱ سال) و در مجموع به ۱۱ سال حبس تعزیری محکوم شد. این حکم در ۱۳ اردیبهشت ۱۳۹۰ به عابدینی ابلاغ شد و محکومیت وی به اتهام عضویت در مجموعهٔ فعالان حقوق بشر در ایران و حزب پان ایرانیست و ارتباط با دول متخاصم به ۱۲ سال حبس تعزیری افزایش یافت.
او در طول دوران محکومیت ۱۲ ساله‌اش بند ۶ زندان کارون و بند ۳۵۰ زندان اوین از حق استفاده از مرخصی با وجود داشتن بیماری قلبی محروم بوده است.
ابوالفضل عابدینی در اسفند ۱۳۹۲ با وثیقهٔ ۴۰۰ میلیون تومانی و دو ضامن، به مرخصی اعزام شد.

## مرگ مشکوک
جسد عابدینی در ۶ فروردین ۱۴۰۴ در خانه مسکونی‌اش در حالی پیدا شد که توسط یک کش بستن وسایل موتور سیکلت دار زده شوده بود وی عینکی ته‌استکانی که متعلق به خودش نبود بر چشم داشت. در زمان کفن پوشی کبودی زیادی بر روی بیضه‌ها و دو زانوی او مشاهده وجود داشته، که در گزارش پزشکی قانونی به این کبودی‌ها اشاره‌ای نشده است.